# Fuligo
Ne doit pas être confondu avec Figolu ou Filago.
Genre
Synonymes
- Aethalium Link, 1809
- Lignydium Link, 1809
- Pittocarpium Link, 1815
- Lignidium Fr. & Lindgr., 1817
- Aethaliopsis Zopf, 1885

Fuligo est un genre de Mycétozoaire (anciennement les Myxomycètes) de la famille des Physaraceae. Courante et cosmopolite, la Fleur de tan est connue des mycophages et autres coureurs des bois comme une masse jaune vive informe étrange. Elle passe d'une phase de croissance végétative, le plasmodium, à une phase fertile, l'aethalium. Dix autres espèces sont actuellement reconnues, toutes assez proches de l'espèce-type, se distinguant par la taille de leurs spores.

## Fuligo septica, la Fleur de tan
Fuligo septica, est l'un des Myxomycètes les plus communs, les plus visibles et les plus connus ; son extraordinaire variabilité en termes de taille, de forme et de couleur se reflète dans les nombreux noms qu'il a reçus. Particulièrement cosmopolite, il constitue l'espèce-type du genre Fuligo,. 
Son plasmode, la forme végétative, est composé d'une masse informe pulvérisée, blanche à rose pâle ou vif ou rouge à jaune vif, généralement relativement grande, de 2 à 20 cm de diamètre et de 1 à 3 cm d'épaisseur. Il est constitué de tubes entrelacés et mal définis, chacun ayant une paroi calcaire. Sa peau extérieure, nommée cortex, est généralement assez épaisse et fragile. Cet organisme se déplace sur le bois et les écorces en décomposition, la litière forestière, les débris de bois et la terre ; matériaux dont il se nourrit. Il fructifie parfois sur des plantes vivantes,.
Les formes fructifères, nommées aethalium, atteignent parfois une circonférence de plusieurs décimètres. Elles sont constituées de plusieurs fructifications individuelles, densément entrelacées, de forme tubulaire ou irrégulière. Dans l'ensemble, Elles sont de forme arrondie plus ou moins irrégulière, voire parfois plates. La couche basale, l'hypothalle, qui ressemble à une membrane, ne dépasse que légèrement la base du corps fructifiant et est filiforme à spongieux-poreux. La partie interne contient des spores, le capillitium et des parois calcaires (pseudocapillitium) dérivées des tubes plasmodiaux. Les spores arborent un gris foncé à noir terne, devenant brun violacé clair à la lumière. Elles sont presque lisses à minutieusement spinulées, de 6 à 9 μm de diamètre. Le capillitium est formé de fils tubulaires hyalins reliant des nœuds de calcaire, souvent assez fins. Le genre Fuligo est le seul genre à fructifier systématiquement sous forme d'aethalium, les autres préférant le sporangium,.

## Les autres espèces du genreFuligo
Les autres espèces de Fuligo sont assez semblables et plus rares. Toutes se distinguent de F. septica par des spores de plus de 10 μm de diamètre. F. intermedia a un cortex fin, gris jaunâtre ou brun et des spores globulaires de 10 à 12 micromètres de diamètre ; F. cinerea a un cortex blanc et des spores elliptiques de 13 à 15 micromètres de diamètre ; F. megaspora se caractérise par un cortex extrêmement épais et spongieux et des spores très grandes (15 à 20 micromètres de diamètre) et fortement marquées. F. candida et F. rufa, considérés il y a peu comme des variétés, respectivement blanche et rouge, de F. septica, sont actuellement reconnues comme des espèces à part entière. 
Le genre Fuligo est fortement apparenté au genre Physarum dont Physarum polycephalum, le blob, est un représentant populaire. Certaines fructifications, en particulier celles de F. septica, F. intermedia et F. cinerea sont très proches des sporanges densément massées caractéristiques de Physarum.

## Liste d'espèces
Selon Index Fungorum (17 septembre 2020) et MycoBank (17 septembre 2020) :
- Fuligo aurea (Penz.) Y. Yamam. 1998
- Fuligo candida Pers. 1796
- Fuligo cinerea (Schwein.) Morgan 1896
- Fuligo gyrosa (Rostaf.) E. Jahn 1902
- Fuligo intermedia T. Macbr. 1922
- Fuligo leviderma H. Neubert, Nowotny & K. Baumann 1995
- Fuligo luteonitens L.G. Krieglst. & Nowotny 1995
- Fuligo megaspora Sturgis 1913
- Fuligo muscorum Alb. & Schwein. 1805
- Fuligo rufa Pers. 1794
- Fuligo septica (L.) F.H. Wigg. 1780

Quelques espèces de Fuligo
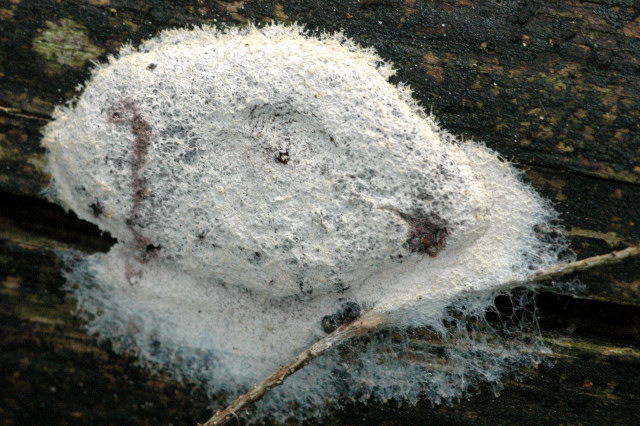
Fuligo candida
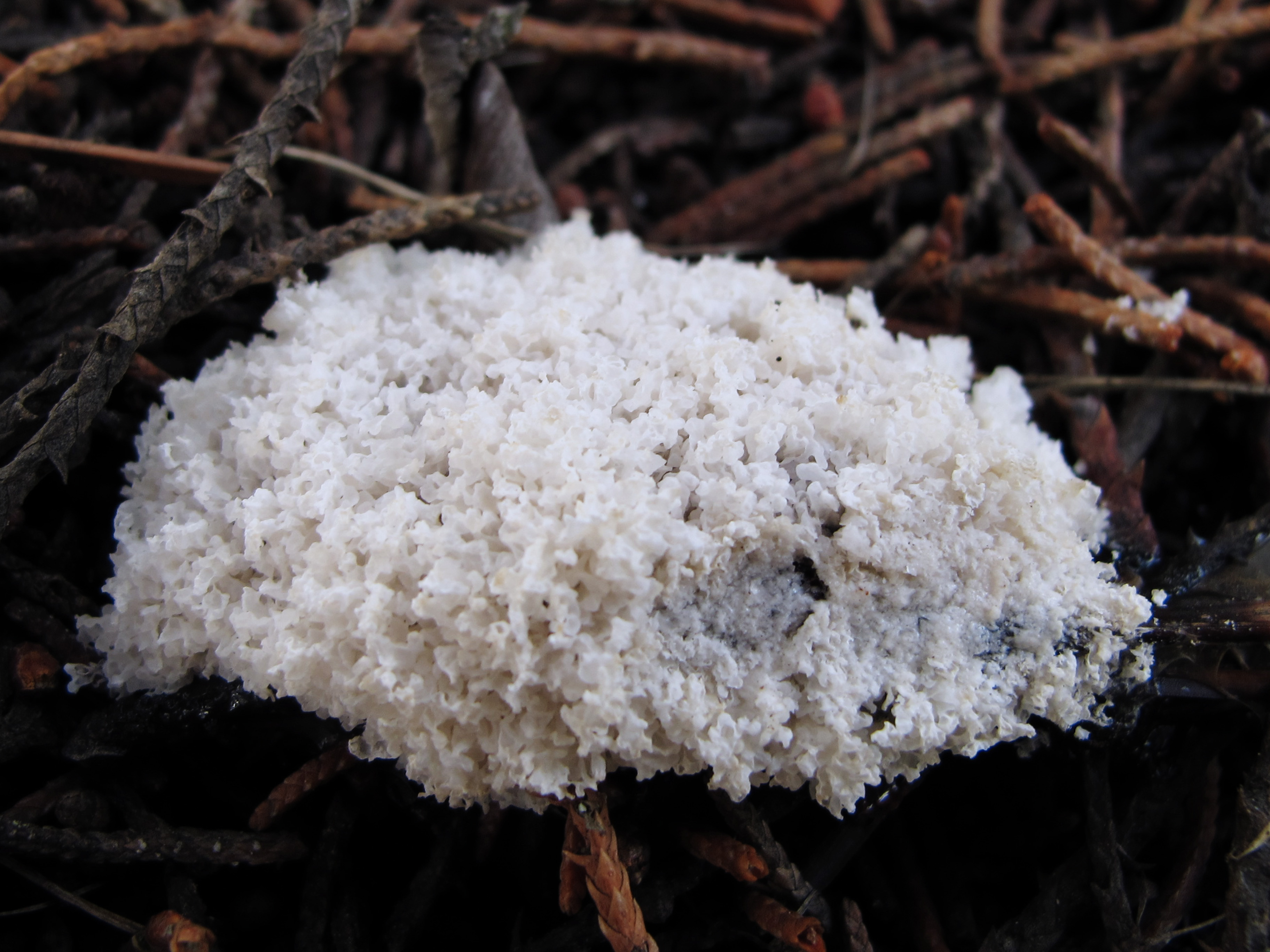
Fuligo cinerea
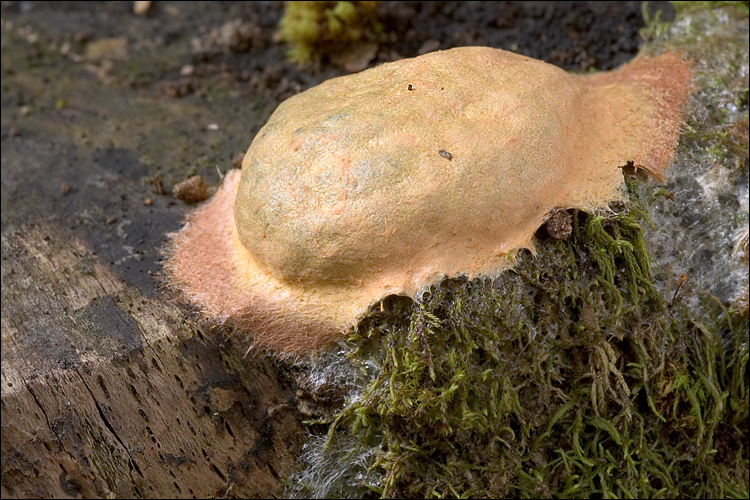
Fuligo leviderma
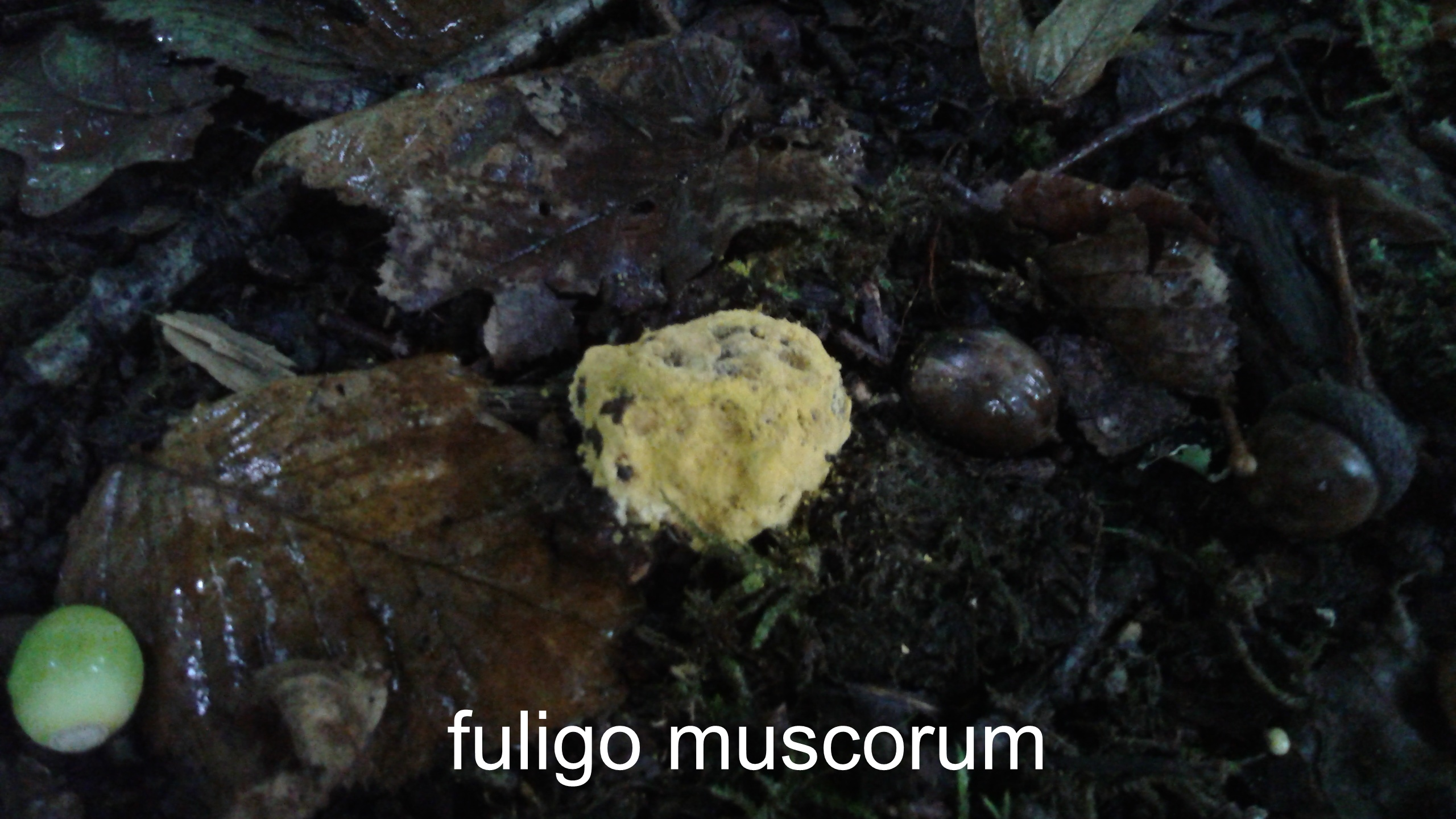
Fuligo muscorum